# Unitat Catalana
Unitat Catalana (UC) és un partit de la Catalunya del Nord que es va formar arran de la candidatura a les eleccions regionals del 1986 per Llorenç Planes i Jaume Roure.

## Història
Els seus militants procedien del moviment cultural i de diferents grups ideològics, des de regionalistes a antics militants d'Esquerra Catalana dels Treballadors. El 1986 es presentà per primer cop a eleccions, i el seu candidat Andreu Barrere va obtenir 5.324 vots (el 2,89%) més que no pas en Claudi Gendre, del Parti Socialiste Catalan (PSC). El resultat els encoratjà a presentar-se a les eleccions municipals del 1989, en les que aconseguiren 13 regidors, entre ells Claudi Bordanell (Cànoes), Joan Francesc Carrere a Òpol i Jaume Roure (en coalició) a Perpinyà (3,6% dels vots).
Però a les eleccions al Consell Regional del Llenguadoc-Rosselló de 1992 Llorenç Planes va obtenir 3.097 vots (1,9% dels vots), ja que també es presentà la secció nord-catalana d'ERC, dirigida per Jordi Vera, qui va obtenir 1.859 vots (1,1%). A les legislatives del 1993 els resultats dels tres candidats de la llista foren:
- Claudi Bordanell, 604 vots (1,65%) a Perpinyà
- Jaume Pol, 709 vots (1,52%) a Fenolleda-Rosselló Nord
- Jaume Roure, 605 vots (1,63%) a Sant Jaume (Perpinyà)-Cerdanya

En el congrés celebrat a Cànoes el novembre de 1993, presidit per Llorenç Planes, hi participaren Albert Bertrana i Heribert Barrera i Costa (ERC), Pere Mayor (UPV), Roger Gotarrodona (PSM), Carles Campuzano (JNC), Rosa Bruguera, Isabel Ruiz i Ramon Espadaler (CiU). Acordaren alguns pactes locals amb ERC i Generation Ecologique. Des del 1997, però, arribaren a un acord amb la llista Perpignan-Oxygène de Joan Pau Alduy i aconseguiren quatre regidories a l'ajuntament de Perpinyà (Jaume Roure, Jaume Pol, Josep Gratacós i Joan Pere Olivé). A les eleccions municipals del 1998 el nombre de regidors del partit arriba a 20. Alhora, a les Eleccions europees (1999) Joan Planes fou inclòs en la llista de Convergència i Unió.
El 2001, un grup important de militants encapçalats per Pere Mateu, Cristofol Soler, Gerard Tarrius i Maité Pull abandonaren el partit per crear, juntament amb independents i ex-membres del Partit per Catalunya, el Bloc Català. L'any 2006, amb la transformació del Bloc Català en federació independent de Convergència Democràtica de Catalunya, Unitat Catalana cessà d'ésser el referent al nord de l'Albera de CDC. En les eleccions municipals de 2008 i també 2009 Unitat Catalana obté novament dos regidors a Perpinyà en la llista encapçalada pel batlle d'UMP Joan Pau Alduy: Jaume Roure i Virginie Barre.

## Organització interna

### Consell
El Consell del partit, elegit per dos anys al Congrés es compon actualment de : 
- President : Jaume Pol
- President d'honor: Jaume Roure
- Vicepresidenta : Maria Costa
- Secretari general : Valerie Ripoll
- Tresorer: Enric George
- Secretari d'organització: Christophe Sancho
- Secretari adjunt: Romain Garrigue
- President dels Joves d'Unitat Catalana : Domenech
- Responsable de relacions amb Catalunya Sud : Enric Balaguer
- Logística: Joan Alies

### Presidència
- Andreu Barrere (1986-1989)
- Llorenç Planes (1989-2001)
- Jaume Pol (2001-2003)
- Jaume Roure (2003-2013)
- Brice Lafontaine (2013-2016)
- Jaume Roure (2016-2020)
- Jaume Pol (2020-…)

### Secretaria general
- Brice Lafontaine (...-2013)
- Jaume Pol (...-...)

## Aliances
Unitat Catalana i Solidaritat Catalana per la Independència van signar un pacte de col·laboració l'octubre del 2010, de manera que l'un passava a ser la referència de l'altre en el respectiu territori.
Amb els canvis operats a SI, Unitat Catalana ja no tenia cooperació formal amb entitats polítiques de Catalunya Sud.
El 19 de juliol del 2021 es va signar un acord amb Junts per Catalunya a Els Banys d’Arles en presència de l’alcaldessa (Unitat Catalana) Maria Costa i d’en Carles Puigdemont i Casamajó. Unitat Catalana esdevé el referent de Junts a Catalunya Nord i viceversa.

## Documentació
- «Què és Unitat Catalana?», Cercle Alfons Mias, Sant Genis de Fontanes, 2002.